# Ilha Ducie
A ilha Ducie é um atol desabitado que faz parte das Ilhas Pitcairn desde 1902.
O atol está localizado a 540 km (3365 milhas) ao leste de Pitcairn. Sua área total, incluindo a lagoa, é de 3,9 km² (1,5 milhas quadradas). Ela possui 2,4 km (1,5 milhas) de comprimento e 1,6 km (uma milha) de largura. Há quatro ilhotas na borda do atol:
- 1-Ilhota Acadia (o maior, ao longo da borda norte e leste do atol)
- 2-Ilhota Pandora (segundo maior, ao sul do atol)
- 3-Ilhota Edwards (intermediário, leste da ilhota Pandora)
- 4-Ilhota Westward (a menor, leste da ilhota Pandora)

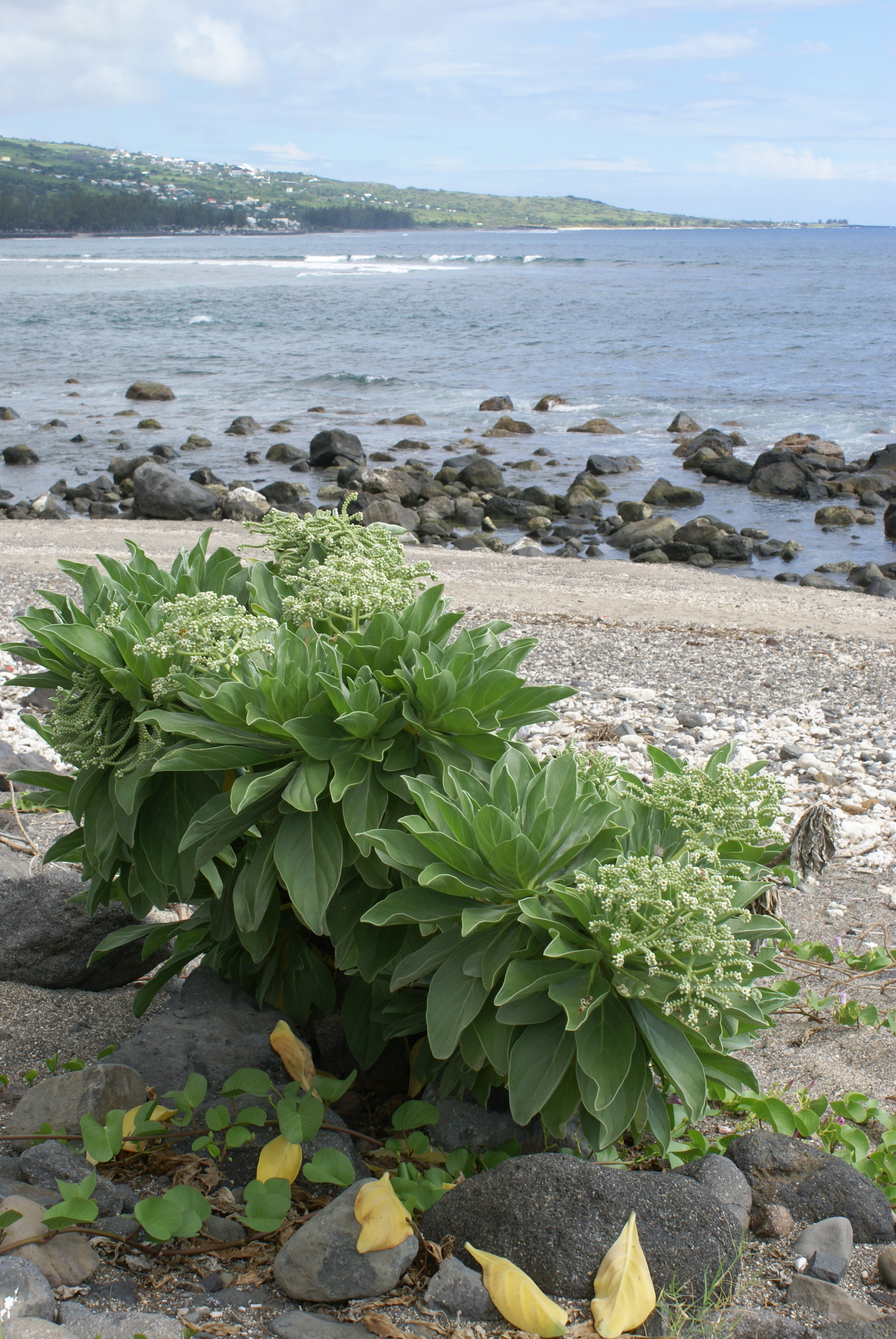
Exemplo de tournefortia argentea

A área de terra é de 0,7 km² (170 acres). A elevação máxima é de apenas 4 metros (13 pés). 70% da terra é florestada com tournefortia argentea (uma árvore comum existente em muitas ilhas do Oceano Pacífico), que podem chegar a 6 metros de altura (20 pés). Duas outras plantas foram relatadas em 1971, mas não foram mais encontradas em 1987. A lagoa é funda e eminente por seus peixes venenosos e tubarões perigosos.
A ilha foi descoberta em 26 de janeiro de 1606, e foi nomeada de "La Encarnación". Em 1791, a ilha foi redescoberta pelo Capitão Edwards, da Grã-Bretanha, que comandou o "Pandora" enquanto procurava os amotinados do HMS Bounty. A Ilha Ducie foi nomeada depois pelo Barão Francis Ducie, um capitão da Marinha Real.
A ilha foi reivindicada, em 1867, pelos Estados Unidos, sob a Lei das Ilhas Guano e anexada ao Reino Unido, em 1902.